# Чунцин-Цзянбей
Міжнародний аеропорт Чунцін Цзянбей (IATA: CKG, ICAO: ZUCK) — розташований у районі Юбей, Чунцін, Китай. Код аеропорту IATA, CKG, походить від колишньої романізованої назви міста Чункін. Аеропорт Цзянбей також є 128-годинним транзитним безвізовим аеропортом для іноземців з багатьох країн. Він отримав перше місце в категорії «Найкращий аеропорт у розмірі 25–40 мільйонів пасажирів» Міжнародною радою аеропортів у 2017 році та знову в 2018 році.
Розташований за 19 кілометрів (12 миля) на північ від центру міста Чунцін, аеропорт є головним авіаційним вузлом для авіакомпаній західного Китаю, включаючи China Express Airlines, China Southern Airlines ( Chongqing Airlines ), Sichuan Airlines, Shandong Airlines, XiamenAir і China West Air. Чунцін є центром діяльності Air China і Hainan Airlines.
Аеропорт має три термінали: Термінал 2, який обслуговує внутрішні рейси, і Термінал 3A, інші внутрішні рейси та всі міжнародні рейси, тоді як Термінал 1 наразі закритий. Перша, друга та третя черги аеропорту були введені в експлуатацію відповідно у січні 1990 року, грудні 2004 року та грудні 2010 року. Термінал 2 здатний обслуговувати 15 мільйонів пасажирів, а термінал 3A – 45 мільйонів пасажирів на рік.
З точки зору пасажиропотоку, аеропорт Цзянбей був дев'ятим за завантаженістю аеропортом у всій країні в 2018 році, обслуживши 41 595 887 пасажирів із зростанням на 7,4% у річному обчисленні. У 2016 році аеропорт був восьмим за обсягом руху та десятим за кількістю вантажів у Китаї.

## Історія
Цивільна авіація Чунціна бере свій початок у 1920-х роках. Після завершення будівництва аеропорту Байшії в 1938 році Чунцін став одним із чотирьох міст Китаю, де був діючий аеропорт. У 1950 році чотири рейси з Тяньцзіня, Ченду, Гуанчжоу та Куньміна до Чунціна стали першими відкритими після створення Китайської Народної Республіки в 1949 році. У 1965 році Управління цивільної авіації Китаю відкрило офіс у провінції Сичуань, і аеропорт Чунцін підпорядковувався йому. Розвиток цивільної авіації Чунціна припинився до 1990-х років.
22 січня 1990 року новий аеропорт Чунцин Цзянбей був відкритий замість комерційних польотів старого аеропорту Байшії, який залишався відкритим як військовий аеропорт. Відновився розвиток цивільної авіації. У 1997 році, коли район Чунцин став 4-м муніципалітетом Китаю, Адміністрація цивільної авіації Китаю в тому ж році відкрила філію в Чунціні.

## Розвиток

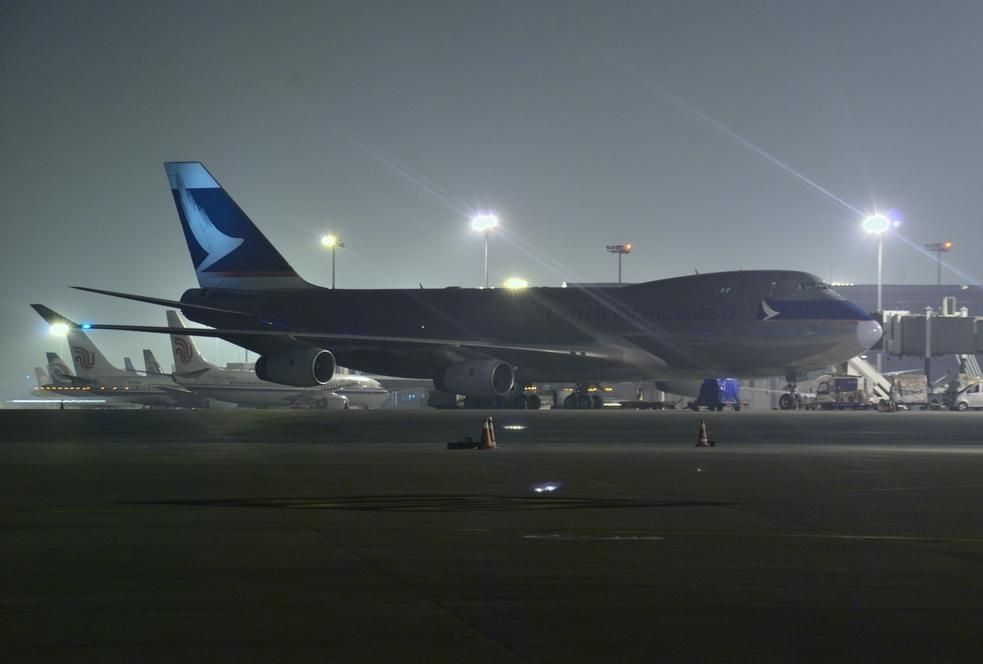
Літак Cathay Pacific Cargo Boeing 747-400 F у міжнародному аеропорту Чунцин Цзянбей

Міжнародний аеропорт Чунцин Цзянбей зараз переживає значне розширення, з баченням отримання великого міжнародного повітряного вузла та стати найбільшим аеропортом у західному Китаї до 2030 року. Аеропорт Цзянбей окреслив амбітні плани розвитку, конкуруючи з аеропортами Ченду, Куньмін, Ухань і Сіань, щоб бути визнаним четвертим за величиною авіаційним хабом країни (після цих хабів у Пекіні, Шанхаї та Гуанчжоу).
Повідомлялося, що аеропорт Цзянбей досяг найшвидших темпів зростання з 2011 року, згідно з інструментом аналізу аеропортового трафіку CAPA. 1 листопада 2015 року щорічна кількість пасажирів в аеропорту Цзянбей вперше перевищила 30 мільйонів.

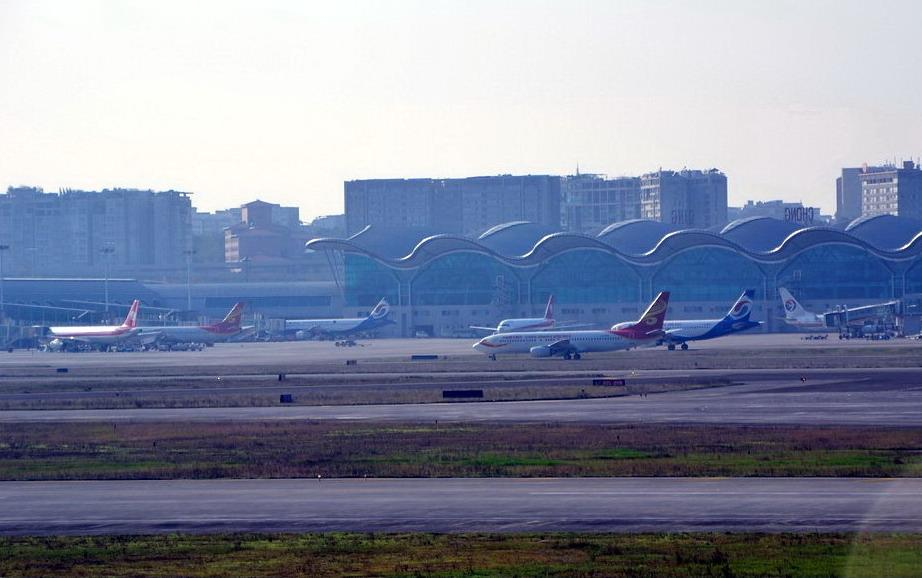
Після 2011 року в міжнародному аеропорту Чунцин Цзянбей стрімко зростає рух літаків.

### Розширення аеропорту
Проект розширення Фази III, який включав другу злітно-посадкову смугу та додатковий термінал T2, розпочато у 2007 році та завершено у 2010 році. Основними елементами будівництва було додавання другої злітно-посадкової смуги довжиною 3200 метрів (яка пізніше була подовжена до 3600 метрів, щоб задовольнити посадки та зльоти Boeing 747 і вимог Hewlett-Packard Development Company, LP) на схід від існуючої злітно-посадкової смуги, будівництво паралельної руліжної доріжки між двома злітно-посадковими смугами та встановлення системи підтримки освітлення візуальної допомоги. Він також додав другу будівлю терміналу (T2) площею 86 000 квадратних метрів, 41 стоянку для літаків на пероні, а також вантажну станцію та допоміжні споруди, що займають площу 20 000 квадратних метрів (220 000 фут2). Це коштувало 3,3 CNY мільярдів (538 доларів США мільйон). 22 грудня 2010 року було введено в експлуатацію другу злітно-посадкову смугу, що зробило аеропорт Цзянбей четвертим аеропортом у материковому Китаї з двома злітно-посадковими смугами, однією виключно для вильоту, а іншою виключно для прибуття. 
Поточне велике розширення - Етап IV - аеропорту Цзянбей передбачає будівництво третьої злітно-посадкової смуги та нового терміналу T3A, який, як очікується, становитиме 530 000 квадратних метрів, що більш ніж удвічі перевищує розмір існуючих терміналів (T1 і T2A/T2B) разом, вартістю 26,0 CNY мільярдів (4,1 дол. США мільярд). Очікується  буде завершено до кінця 2016 року, після чого аеропорт матиме понад 725 000 квадратних метрів площі терміналу, що ввійде аеропорт Цзянбей до 15 найбільших аеропортів Китаю з річною пасажиромісткістю 60 мільйонів і річна вантажопідйомність 2 мільйонів тонн. Половина нового терміналу  міжнародних рейсів із великих міст Південно-Східної Азії, Східної Азії, Близького Сходу, Африки, Європи та Північної Америки. Після завершення Фази IV розширення аеропорт Цзянбей стане четвертим аеропортом у Великому Китаї (в т.ч. Гонконг, Макао та Тайвань), яка має три діючі злітно-посадкові смуги, з яких ЗПС №3 (03/21) експлуатуватиметься незалежно над парою №1 (02L/20R) і №2 (02R/20L). 

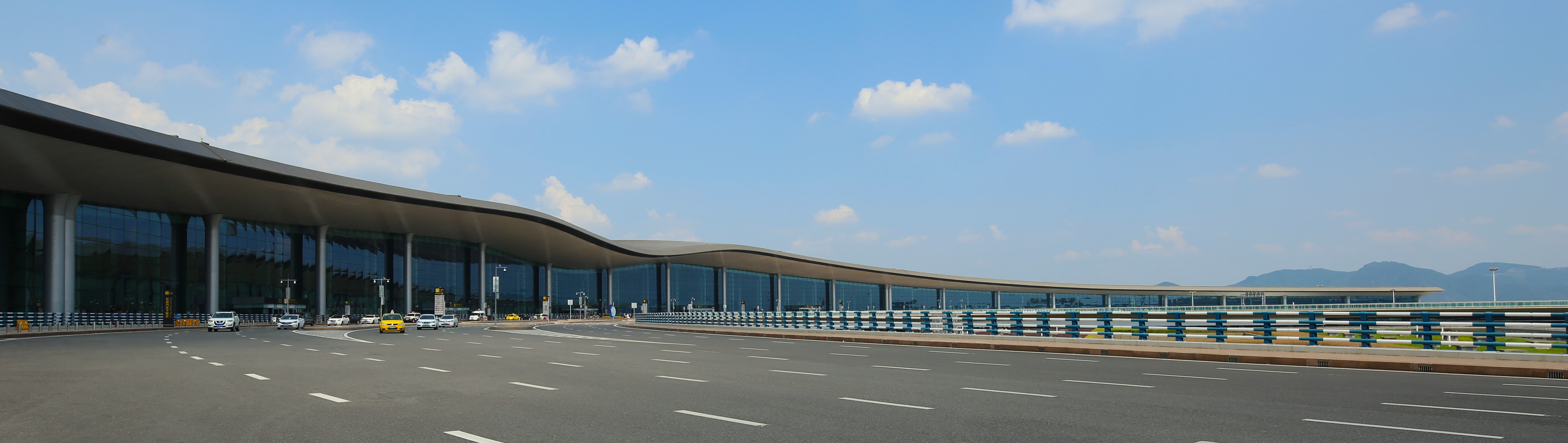
Рівень відправлення терміналу 3

В аеропорту Цзянбей запланована п’ята фаза розширення, яка, як очікується, включатиме новий термінал, а саме T3B, розроблений Zaha Hadid Architects і CSWADI, і четверту злітно-посадкову смугу. Цей етап буде завершено в середині 2020-х років. 
| Фаза | Дата інавгурації    | Термінали            | Термінали    | Злітно-посадкові смуги (напрямок, посилальний код)                  | Кількість бухт | Кількість бухт | Кількість бухт | Пасажиромісткість | Пасажиромісткість |
| Фаза | Дата інавгурації    | складові             | Площа (кв м) | Злітно-посадкові смуги (напрямок, посилальний код)                  | Аеромости      | Дистанційний*  | Всього         | Всього            | Міжнародний       |
| ---- | ------------------- | -------------------- | ------------ | ------------------------------------------------------------------- | -------------- | -------------- | -------------- | ----------------- | ----------------- |
| я    | 22 січня 1990 року  | Т1                   | 16 000       | #1 (20.02, 4E)                                                      | 6              | 25             | 31             | 1 000 000         | -                 |
| II   | 12 грудня 2004 р    | Т1, Т2В              | 104 900      | #1 (20.02, 4E)                                                      | 24             | 26             | 50             | 7 000 000         | -                 |
| III  | 21 грудня 2010 р    | T1, T2A/T2B          | 181 900      | №1 (02L/20R, 4E) №2 (02R/20L, 4E)                                   | 36             | 49             | 85             | 30 000 000        | 2 100 000         |
| IV   | 29 серпня 2017 р    | T1, T2A/T2B, T3A     | 718 900      | #1 (02L/20R, 4E) #2 (02R/20L, 4E) #3 (03/21, 4F)                    | 98             | 81             | 179            | 60 000 000        | 10 000 000        |
| В    | Очікується 2022 рік | T1, T2A/T2B, T3A/T3B | 1 068 900    | №1 (02L/20R, 4E) №2 (02R/20L, 4E) №3 (03L/21R, 4F) №4 (03R/21L, 4F) | 165            | -              | -              | 70 000 000        | 14 000 000        |

### Сплеск вантажопотоку
Вантажні перевезення зросли в середньому на 14% за перші шість місяців 2011 року завдяки експоненційному зростанню міжнародних вантажів. У першій половині 2011 року обсяг міжнародних вантажів/пошти зріс у 12 разів порівняно з рівнем 2010 року до понад 9000 тонн. У другій половині 2011 року очікується, що ці темпи зростання збережуться, а Hewlett-Packard, Asus та інші бренди великих міжнародних ІТ-виробничих потужностей підтримають збільшення до очікуваних 60 000-80 000 тонн міжнародних вантажів протягом усього року.